# UCI Women's World Tour 2022
L'UCI Women's World Tour 2022 è stata la settima edizione del massimo circuito femminile di ciclismo, l'UCI Women's World Tour, organizzato dall'Unione Ciclistica Internazionale. Era composto da venticinque gare.
La vittoria della classifica individuale è stata dell'olandese Annemiek van Vleuten, mentre la classifica a squadre ha visto prevalere la formazione olandese Team SD Worx; la classifica Under-23 è stata vinta dall'olandese Shirin van Anrooij.

## Squadre
Le squadre detentrici di licenza UCI Women's World Tour per la stagione 2022 sono quattordici, cinque in più rispetto alla precedente stagione, per effetto degli ingressi di EF Education-Tibco-SVB, Human Powered Health, Roland Cogeas Edelweiss Squad, Team Jumbo-Visma e Uno-X Pro Cycling Team. Inoltre l'UAE Team ADQ rileva la struttura dell'Alé BTC Ljubljana.
| Cod. | Squadra                       | Biciclette  |
| ---- | ----------------------------- | ----------- |
| CSR  | Canyon-SRAM Racing            | Canyon      |
| TIB  | EF Education-Tibco-SVB        | Cannondale  |
| FDJ  | FDJ Suez Futuroscope          | Lapierre    |
| HPW  | Human Powered Health          | Felt        |
| LIV  | Liv Racing Xstra              | Liv         |
| MOV  | Movistar Team Women           | Canyon      |
| CGS  | Roland Cogeas Edelweiss Squad | LOOK        |
| BEX  | Team BikeExchange-Jayco       | Giant       |
| DSM  | Team DSM                      | Scott       |
| JVW  | Team Jumbo-Visma              | Cervélo     |
| SDW  | Team SD Worx                  | Specialized |
| TFS  | Trek-Segafredo                | Trek        |
| UAD  | UAE Team ADQ                  | Colnago     |
| UXT  | Uno-X Pro Cycling Team        | Dare        |

## Calendario
La più grande novità dell'anno è l'inserimento in calendario del Tour de France Femmes al posto della Course by Le Tour de France. Dopo un anno di assenza torna anche in calendario il Giro d'Italia Donne, che nel 2021 era stato declassato a corsa ProSeries a causa di mancanze organizzative. Altre novità in calendario sono costituite dall'esordio del Giro di Romandia e della Battle of the North (poi rinominata in Tour of Scandinavia), la quale sostituisce il Ladies Tour of Norway; divengono invece corse a tappe la RideLondon Classique e la Challenge by La Vuelta, così come la Classica di San Sebastián, la quale diventa la versione al femminile del Giro dei Paesi Baschi.
| N. | Data                  | Evento                                              | Vincitrice                                   | Squadra                                      | Leader della Cl. mondiale |
| -- | --------------------- | --------------------------------------------------- | -------------------------------------------- | -------------------------------------------- | ------------------------- |
| 1  | 5 marzo               | Strade Bianche (2022)                               | Lotte Kopecky                                | Team SD Worx                                 | Lotte Kopecky             |
| 2  | 12 marzo              | Ronde van Drenthe (2022)                            | Lorena Wiebes                                | Team DSM                                     | Lotte Kopecky             |
| 3  | 20 marzo              | Trofeo Alfredo Binda - Comune di Cittiglio (2022)   | Elisa Balsamo                                | Trek-Segafredo                               | Elisa Balsamo             |
| 4  | 24 marzo              | Classic Brugge-De Panne (2022)                      | Elisa Balsamo                                | Trek-Segafredo                               | Elisa Balsamo             |
| 5  | 27 marzo              | Gand-Wevelgem (2022)                                | Elisa Balsamo                                | Trek-Segafredo                               | Elisa Balsamo             |
| 6  | 3 aprile              | Giro delle Fiandre (2022)                           | Lotte Kopecky                                | Team SD Worx                                 | Elisa Balsamo             |
| 7  | 10 aprile             | Amstel Gold Race (2022)                             | Marta Cavalli                                | FDJ Nouvelle-Aquitaine Futuroscope           | Elisa Balsamo             |
| 8  | 16 aprile             | Parigi-Roubaix (2022)                               | Elisa Longo Borghini                         | Trek-Segafredo                               | Lotte Kopecky             |
| 9  | 20 aprile             | Freccia Vallone (2022)                              | Marta Cavalli                                | FDJ Nouvelle-Aquitaine Futuroscope           | Lotte Kopecky             |
| 10 | 24 aprile             | Liegi-Bastogne-Liegi (2022)                         | Annemiek van Vleuten                         | Movistar Team Women                          | Lotte Kopecky             |
| 11 | 13-15 maggio          | Giro dei Paesi Baschi (2022)                        | Demi Vollering                               | Team SD Worx                                 | Lotte Kopecky             |
| 12 | 19-22 maggio          | Vuelta a Burgos (2022)                              | Juliette Labous                              | Team DSM                                     | Demi Vollering            |
| 13 | 27-29 maggio          | RideLondon Classique (2022)                         | Lorena Wiebes                                | Team DSM                                     | Lotte Kopecky             |
| 14 | 6-11 giugno           | The Women's Tour (2022)                             | Elisa Longo Borghini                         | Trek-Segafredo                               | Lotte Kopecky             |
| 15 | 1-10 luglio           | Giro d'Italia (2022)                                | Annemiek van Vleuten                         | Movistar Team Women                          | Elisa Balsamo             |
| 16 | 24-31 luglio          | Tour de France (2022)                               | Annemiek van Vleuten                         | Movistar Team Women                          | Annemiek van Vleuten      |
| 17 | 6 agosto              | Vårgårda West Sweden TTT (2022)                     | Trek-Segafredo                               | Trek-Segafredo                               | Annemiek van Vleuten      |
| 18 | 7 agosto              | Vårgårda West Sweden RR (2022)                      | Audrey Cordon-Ragot                          | Trek-Segafredo                               | Annemiek van Vleuten      |
| 19 | 9-14 agosto           | Tour of Scandinavia (2022)                          | Cecilie Uttrup Ludwig                        | FDJ Nouvelle-Aquitaine Futuroscope           | Annemiek van Vleuten      |
| 20 | 27 agosto             | Grand Prix de Plouay - Lorient Agglomération (2022) | Mavi García                                  | UAE Team ADQ                                 | Annemiek van Vleuten      |
| 21 | 30 agosto-4 settembre | Holland Ladies Tour (2022)                          | Lorena Wiebes                                | Team DSM                                     | Annemiek van Vleuten      |
| 22 | 8-11 settembre        | Challenge by La Vuelta (2022)                       | Annemiek van Vleuten                         | Movistar Team Women                          | Annemiek van Vleuten      |
| 23 | 7-9 ottobre           | Giro di Romandia (2022)                             | Ashleigh Moolman                             | Team SD Worx                                 | Annemiek van Vleuten      |
| 24 | 13-15 ottobre         | Tour of Chongming Island (2022)                     | annullato a causa della pandemia di COVID-19 | annullato a causa della pandemia di COVID-19 | Annemiek van Vleuten      |
| 25 | 18 ottobre            | Tour of Guangxi (2022)                              | annullato a causa della pandemia di COVID-19 | annullato a causa della pandemia di COVID-19 | Annemiek van Vleuten      |

## Classifiche finali
La classifica individuale dell'UCI Women's World Tour segue le regole per il punteggio redatte dall'UCI.
Classifiche aggiornate al 18 ottobre 2022.
| Pos. | Corridore            | Squadra   | Punti |
| ---- | -------------------- | --------- | ----- |
| 1    | Annemiek van Vleuten | Movistar  | 3 589 |
| 2    | Elisa Longo Borghini | Trek-Seg. | 2 710 |
| 3    | Demi Vollering       | SD Worx   | 2 681 |
| 4    | Lorena Wiebes        | Team DSM  | 2 526 |
| 5    | Elisa Balsamo        | Trek-Seg. | 2 457 |
| 6    | Lotte Kopecky        | SD Worx   | 2 403 |
| 7    | Marta Cavalli        | FDJ       | 1 926 |
| 8    | Liane Lippert        | Team DSM  | 1 751 |
| 9    | Cecilie Ludwig       | FDJ       | 1 740 |
| 10   | Ashleigh Moolman     | SD Worx   | 1 639 |

| Pos. | Corridore          | Squadra      | Punti |
| ---- | ------------------ | ------------ | ----- |
| 1    | Shirin van Anrooij | Trek-Seg.    | 50    |
| 2    | Niamh Fisher-Black | SD Worx      | 34    |
| 3    | Pfeiffer Georgi    | Team DSM     | 28    |
| 4    | Anna Shackley      | SD Worx      | 20    |
| 5    | Mischa Bredewold   | Parkhotel    | 18    |
| 6    | Julia Borgström    | AG Insurance | 18    |
| 7    | Shari Bossuyt      | Canyon       | 14    |
| 8    | Kata Blanka Vas    | SD Worx      | 12    |
| 9    | Neve Bradbury      | Canyon       | 10    |
| 10   | Femke Gerritse     | Parkhotel    | 10    |

| Pos. | Squadra                 | Punti |
| ---- | ----------------------- | ----- |
| 1    | Team SD Worx            | 9 803 |
| 2    | Trek-Segafredo          | 7 998 |
| 3    | Team DSM                | 7 536 |
| 4    | FDJ Suez Futuroscope    | 7 261 |
| 5    | Movistar Team Women     | 5 985 |
| 6    | Canyon-SRAM Racing      | 5 539 |
| 7    | Jumbo-Visma Women Team  | 3 985 |
| 8    | UAE Team ADQ            | 3 768 |
| 9    | Team BikeExchange-Jayco | 3 415 |
| 10   | Valcar-Travel & Service | 2 883 |